# Замок Мінт
Замок Мінт (англ. The Mint Castle, ірл. An Mionta) — замок Ан Мьонта, замок Монетного Двору — один із замків Ірландії, розташований в графстві Лаут, в місті Карлінгфорд. Нині цей замок є пам'яткою історії та архітектури Ірландії національного значення.

## Історія замку Мінт
Замок Мінт є одним з трьох замків Карлінгфорду. Інші два — це замок Короля Джона та замок Тафф. Замок являє собою триповерхову вежу, що була побудована в XV столітті. Замок отримав своє ім'я від монетного двору, що розміщувався в місті Карлінфорд. Право мати монетний двір місто отримало в 1407 році, монетний двір розташовувався саме на місці замку Мінт, що був побудований в 1467 році. У цьому ж році король Англії Едвард IV підтвердив ліцензію на карбування монети містом Карлінфорд. Замок має чисельні бійниці, в тому числі для мушкетів. Вхід захищений добудовою на рівні даху. Відсутність каміну дозволяє припустити, що замок не був житловим, використовувався тільки для оборони і для потреб монетного двору. У замку збереглися рельєфи, що зображають коней, людей, птахів, змій, геометричний орнамент — зразки кельтського мистецтва XV століття. Вікна прикрашені кам'яною оздобою, камені мають майстерно вирізані печатки, вікна захищені залізними ґратами. Замок належав багатим купецьким родинам міста, зокрема родині Марміон. Цікаво, що не було знайдено чи то не збереглося жодної монети, що була б карбована в місті Карлінгфорд. Замок збудований з дикого каменю — з вапняку.
Замок з'єднаний з міськими воротами — одними з небагатьох міських воріт, що збереглися в Ірландії. Ворота виконували функцію митниці — тут стягували податки на товари, що завозили в місто. Замок був перебудований в ХІХ столітті. У XVIII—XIX століттях використовувався як в'язниця. Згідно місцевої легенди у замку Мінт в свій час були прийняті закони для Пейлу — англійської колонії в Ірландії.